# Се (река)
Се (фр. Sée) је река у Француској. Дуга је 79 km. Улива се у Ламанш. 